# Anna Deavere Smith
Anna Deavere Smith (ur. 18 września 1950 w Baltimore) – amerykańska aktorka, performerka i pisarka. 
Najbardziej znana z wykonywania społecznie zaangażowanych monodramów własnego autorstwa, m.in.:
Fires in the Mirror (Ognie w lustrze) (1992 r.) poruszał temat konfrontacji Afroamerykanów, Żydów i policji w Brooklynie w 1991 roku. 
Twilight Los Angeles (Zmierzch Los Angeles) (1993 r.) opowiadał o wybuchu zamieszek na tle rasistowskim wywołanych przez uniewinnienie policjantów, którzy pobili Rodneya Kinga.

## Wybrana filmografia
- 1993: Filadelfia jako Anthea Burton